# Kronkelhazelaar
De kronkelhazelaar (Corylus avellana 'Contorta') is een heester en een cultivar van de hazelaar. Het verschil met de gewone hazelaar zijn de gedraaide takken. Alle takken en stengels zijn gedraaid, ook de bladeren 'kronkelen'. In het najaar verkleurt het groene blad geel, in de winter is de struik kaal. 
... · 
C. avellana (Hazelaar) · 
C. avellana 'Contorta' (Kronkelhazelaar) · 
C. colurna (Boomhazelaar) · 
C. maxima (Lambertsnoot) · 
C. maxima 'Purpurea' (Bruine hazelaar) · 
...